# Сулейменов, Жанат Куанышевич
Жанат Куанышевич Сулейменов (22 июля 1962, село Кенжарык, Карагандинская область — 10 января 2022, Тараз) — казахстанский военный деятель, генерал-майор полиции (2018). Начальник Департамента полиции Жамбылской области (2020).

## Биография
Родился 22 июля 1962 года в поселке Кенжарык Нуринского района Карагандинской области.
В 1984 году окончил Карагандинскую высшую школу МВД СССР по специальности юрист-правовед.
В 2001 году окончил магистратуру Академии Министерства внутренних дел Республики Казахстан.
10 января 2022 года Жанат Сулейменов покончил жизнь самоубийством. Ранее в отношении него было возбуждено уголовное дело после беспорядков в Таразе.

## Трудовая деятельность
С сентября 1980 по июль 1984 годы — слушатель Карагандинской высшей школы МВД СССР.
С августа 1980 по декабрь 2004 годы — работал на руководящих должностях органов внутренних дел.
С декабря 2004 по февраль 2009 годы — первый заместитель начальника ДВД Павлодарской области.
С февраля 2009 по февраль 2011 годы — председатель Комитета по борьбе с наркобизнесом и контролю за оборотом наркотиков МВД.
С февраля 2011 по февраль 2012 годы — председатель Комитета криминальной полиции МВД.
С февраля 2012 по июль 2013 годы — начальник Департамента внутренних дел на транспорте.
С июля 2013 по октябрь 2014 годы — председатель Комитета криминальной полиции МВД.
С октября 2014 по августа 2016 годы — начальник Департамента внутренних дел Кызылординской области.
С августа 2016 по декабрь 2017 годы — начальник Департамента внутренних дел Южно-Казахстанской области.
С декабря 2017 года по апрель 2019 года — первый заместитель министра внутренних дел РК.
С февраля 2020 года по январь 2022 года — начальник Департамента полиции Жамбылской области.

## Награды и звания
- Генерал-майор полиции (2018)[7]
- Указом Президента РК награждён орденом «Айбын» 2 степени и медалью «Ерлігі үшін» (За мужество).
- Заслуженный работник МВД Республики Казахстан
- Ведомственные награды Министерства внутренних дел Республики Казахстан.
- Медаль «Ветеран органов внутренних дел Республики Казахстан»
- Медаль «За отличие в обеспечении правопорядка»
- Нагрудный знак «15 лет полиции РК»
- Медаль «10 лет Конституции Республики Казахстан» (2005)
- Медаль «20 лет Конституции Республики Казахстан» (2015)
- Медаль «20 лет независимости Республики Казахстан» (2011)
- Медаль «25 лет независимости Республики Казахстан» (2016) и др.